# Razširjena matrika
Razširjena matrika je v linearni algebri matrika, ki se dobi z dodajanjem stolpcev dani matriki. To se naredi zaradi izvajanja istih elementarnih vrstičnih operacij na obeh matrikah.

## Definicija
Za dani matriki {\displaystyle A\!\,} in {\displaystyle B\!\,}
{\displaystyle A={\begin{bmatrix}1&3&2\\2&0&1\\5&2&2\end{bmatrix}},\quad B={\begin{bmatrix}4\\3\\1\end{bmatrix}}\!\,.}
se razširjena matrika piše kot:
{\displaystyle (A|B)=\left[{\begin{array}{ccc|c}1&3&2&4\\2&0&1&3\\5&2&2&1\end{array}}\right]\!\,.}
Takšen način pisanja je zelo uporaben pri reševanju sistema linearnih enačb in pri določanju obratnih matrik.

## Zgledi

### Določanje obratne matrike
Naj je kvadratna matrika z razsežnostjo {\displaystyle 2\times 2\!\,}:
{\displaystyle C={\begin{bmatrix}1&3\\-5&0\end{bmatrix}}\!\,.}
Za določanje obratne matrike je treba narediti razširjeno matriko {\displaystyle C|I\!\,}, kjer je {\displaystyle I\!\,} enotska matrika z razsežnostjo {\displaystyle 2\times 2\!\,}. Za iskanje obratne matrike {\displaystyle C^{-1}\!\,} je treba v delu, ki pripada delu za {\displaystyle C\!\,}, opraviti takšne elementarne operacije, da se na levi strani dobi enotsko matriko:
{\displaystyle (C|I)=\left[{\begin{array}{cc|cc}1&3&1&0\\-5&0&0&1\end{array}}\right]\!\,.}
{\displaystyle (I|C^{-1})=\left[{\begin{array}{cc|cc}1&0&0&-{\frac {1}{5}}\\0&1&{\frac {1}{3}}&{\frac {1}{15}}\end{array}}\right]\!\,.}

### Reševanje sistema linearnih enačb
Dane so tri linearne enačbe:
{\displaystyle {\begin{aligned}x_{1}+2x_{2}+3x_{3}&=0,\\3x_{1}+4x_{2}+7x_{3}&=2,\\6x_{1}+5x_{2}+9x_{3}&=11\!\,.\end{aligned}}}
To odgovarja naslednjim matrikam:
{\displaystyle A={\begin{bmatrix}1&2&3\\3&4&7\\6&5&9\end{bmatrix}},\quad B={\begin{bmatrix}0\\2\\11\end{bmatrix}}\!\,.}
{\displaystyle (A|B)=\left[{\begin{array}{ccc|c}1&2&3&0\\3&4&7&2\\6&5&9&11\end{array}}\right]\!\,,}
ali:
{\displaystyle (A|B)=\left[{\begin{array}{ccc|c}1&0&0&4\\0&1&0&1\\0&0&1&-2\\\end{array}}\right]\!\,.}
To pomeni, da so rešitve zgornjega sistema linearnih enačb:
{\displaystyle x_{1}=4\!\,},
{\displaystyle x_{2}=1\!\,},
{\displaystyle x_{3}=-2\!\,}.